# Capelo (Horta)
Capelo es una freguesia portuguesa perteneciente al municipio de Horta, situado en la Isla de Faial, Región Autónoma de Azores. Posee un área de 25,93 km² y una población total de 493 habitantes (2001). La densidad poblacional asciende a 19,0 hab/km². Se encuentra a una latitud de ºN y una longitud ºO. Posee 400 electores inscritos.
- Datos: Q1997707
- Multimedia: Capelo (Horta) / Q1997707

1. ↑  Worldpostalcodes.org,código postal n.º 9900-302.